# Stokhasselt
De Stokhasselt is een wijk in Tilburg Noord. De Stokhasselt wordt begrensd door het buitengebied Noordoost in het noorden, de wijk Heikant in het oosten, Industriestrook Goirke-Kanaaldijk in het zuiden, Industrieterrein Kraaiven in het zuidwesten en buitengebied Noordwest in het noordwesten.

## Geschiedenis
De Stokhasselt vormt samen met de wijken Heikant en Quirijnstok het stadsdeel Nieuw-Noord dat in de jaren 60 van de 20e eeuw uit de grond is gestampt om te voldoen aan de enorme vraag naar woonruimte door babyboomers. De Stokhasselt is dan ook rijk aan flatgebouwen en maisonettes.

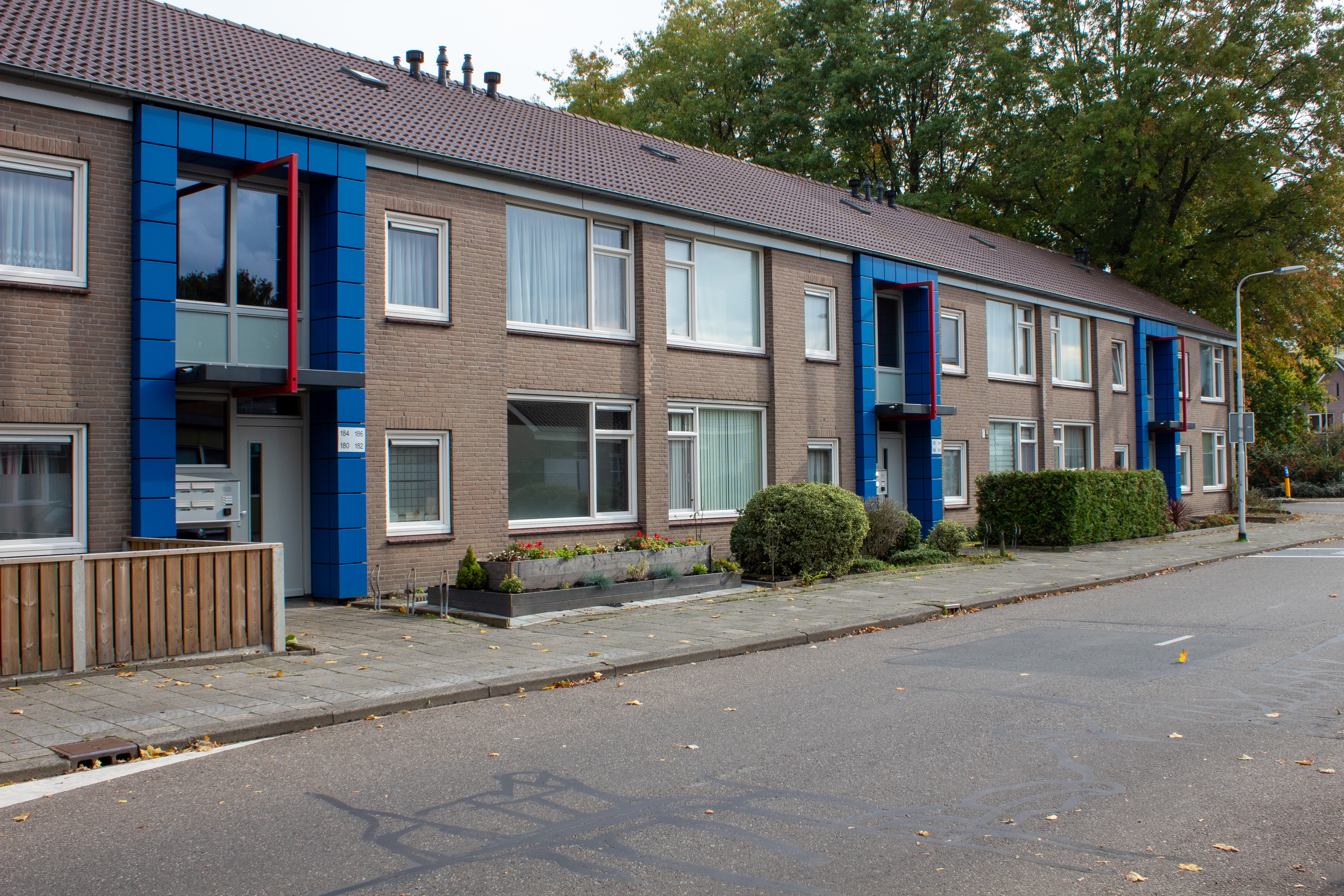
Stokhasselt west
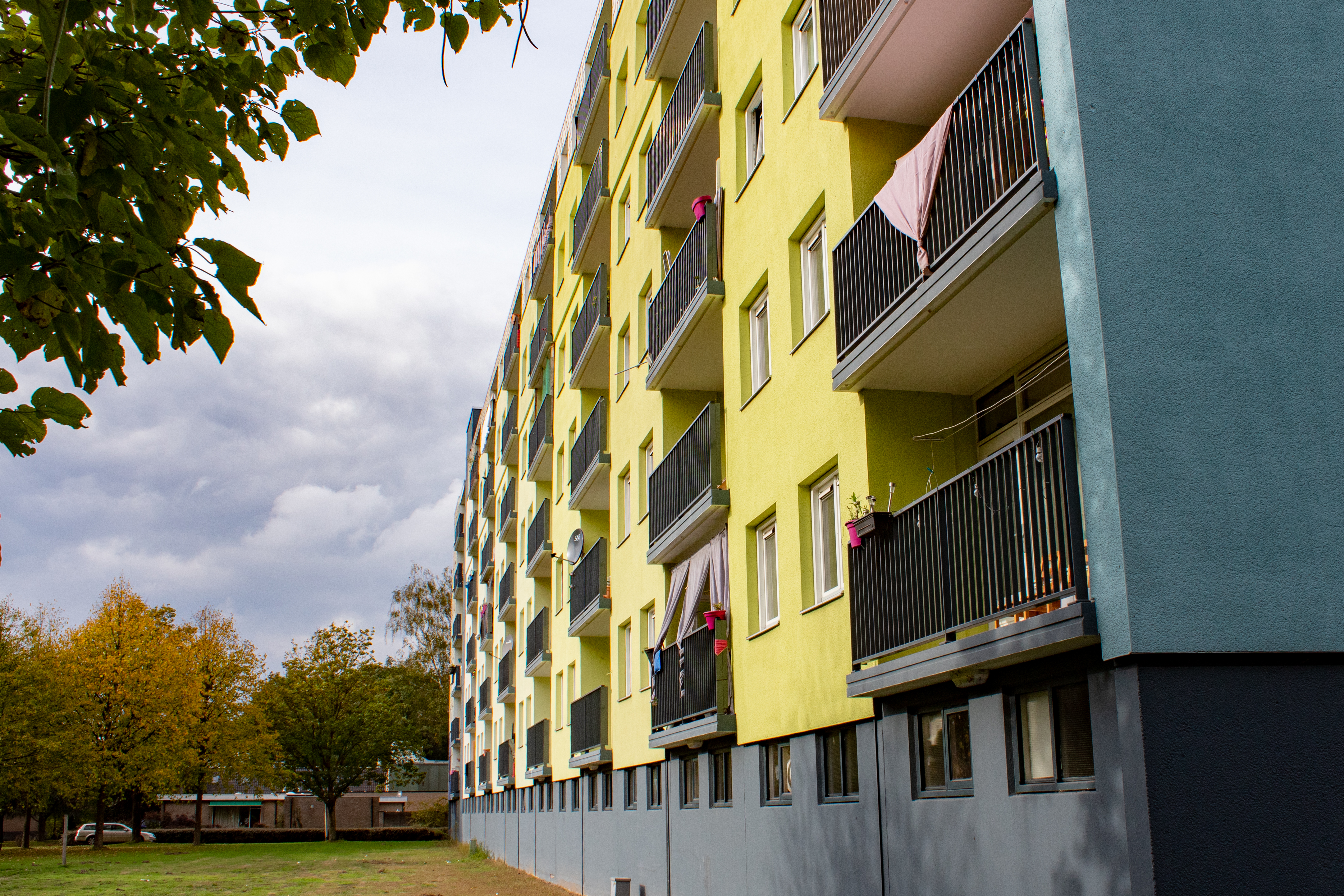
Stokhasselt-Noord
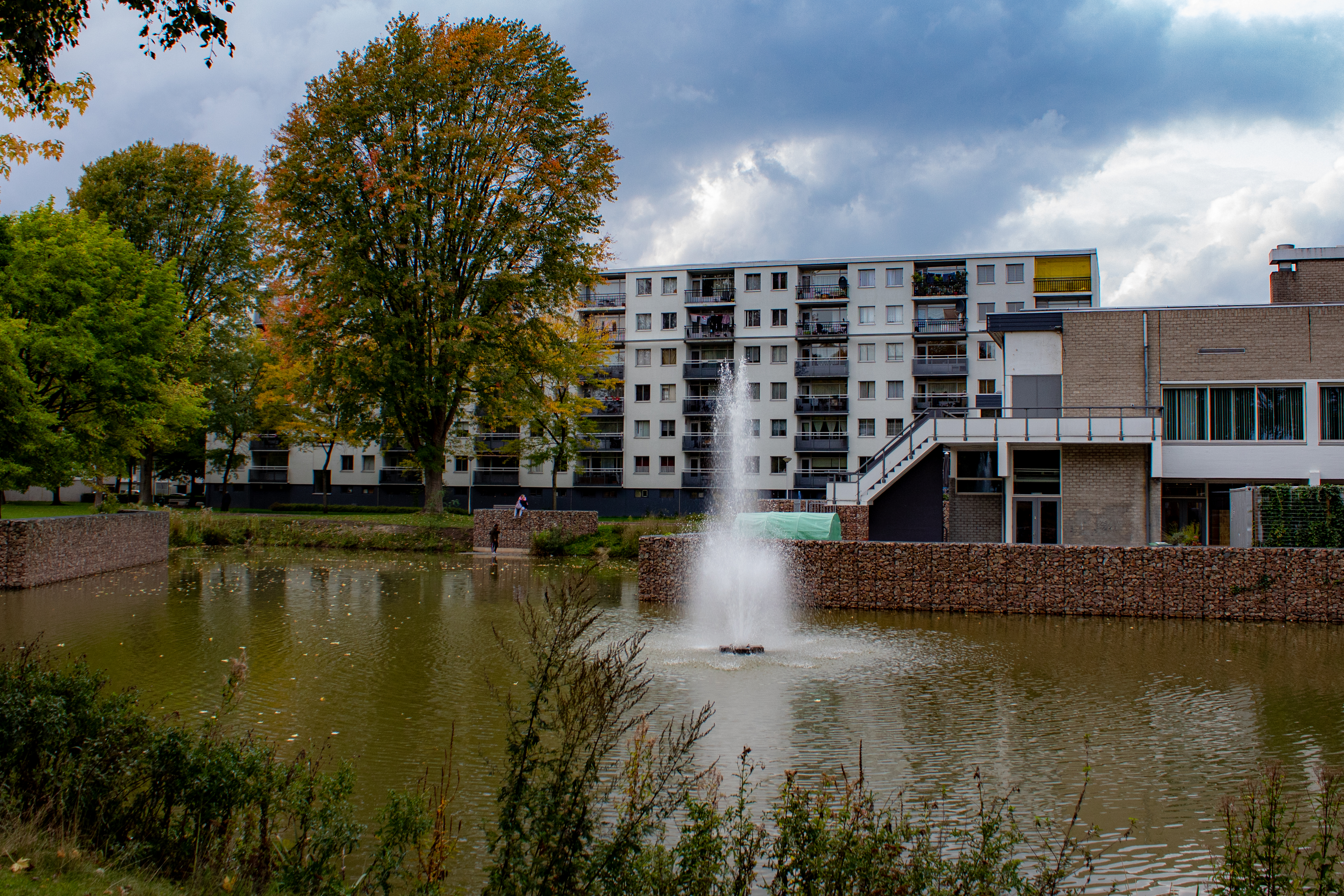
Park De Ypelaer
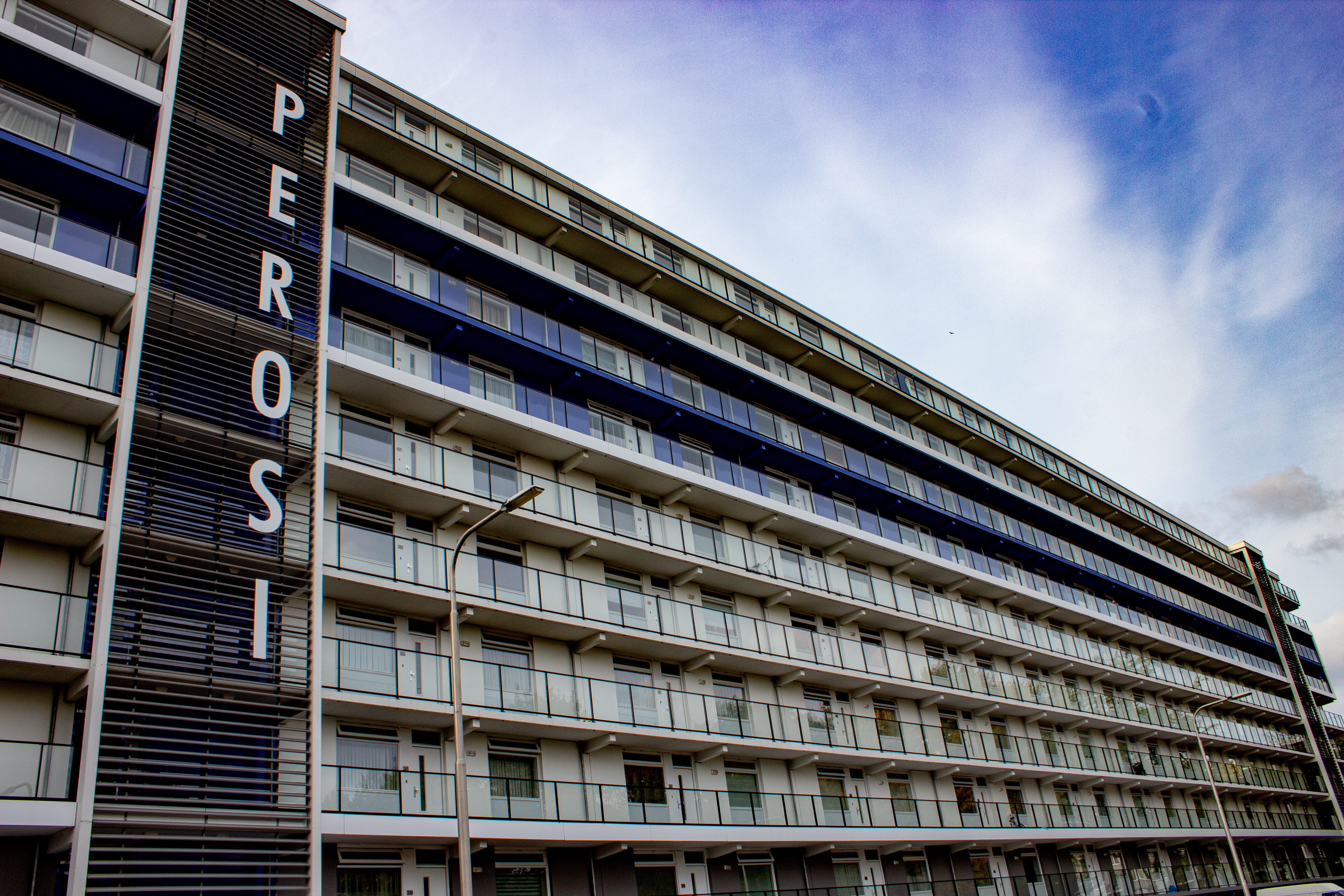
Stokhasselt noord
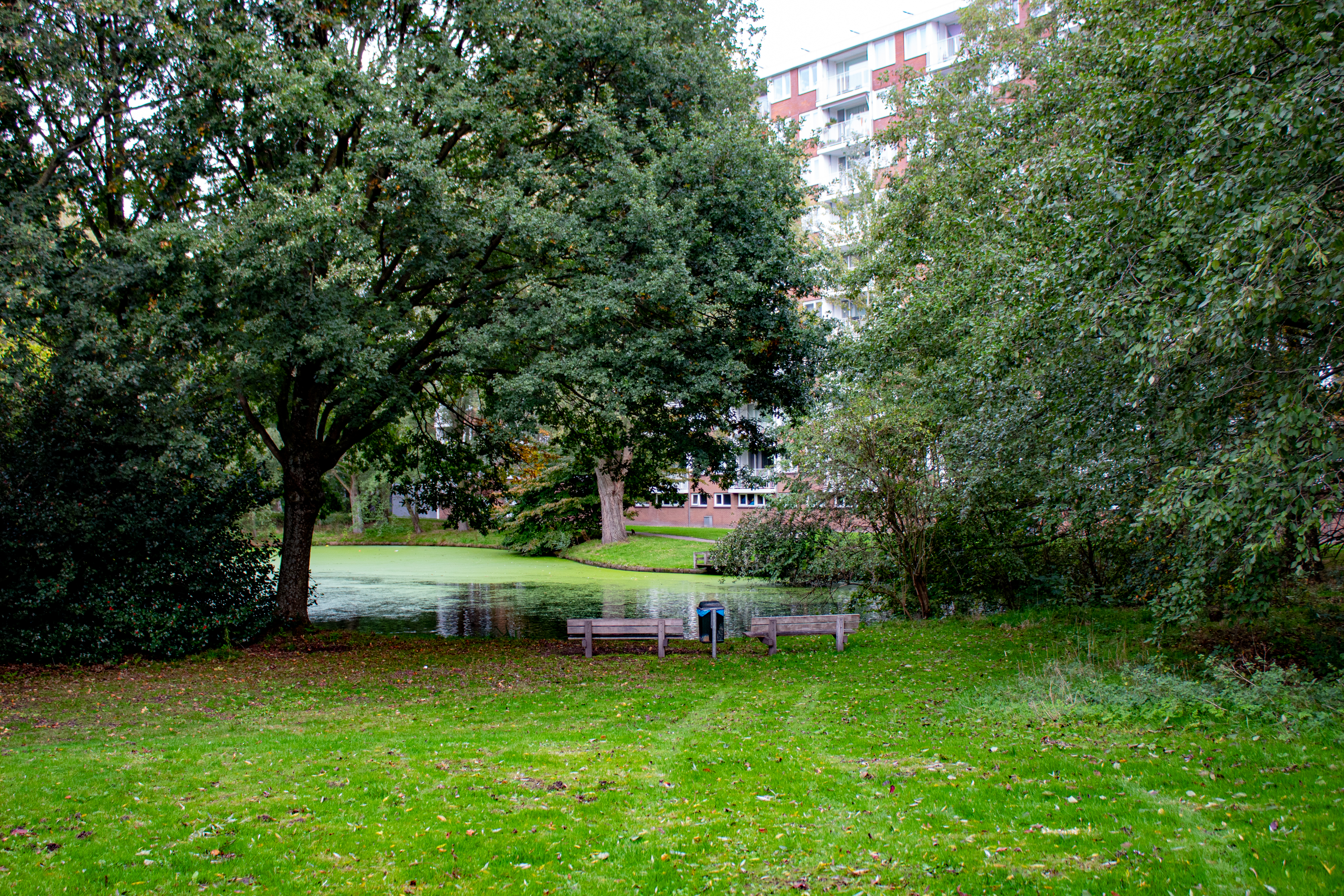
Het Midden-Brabant park

## Winkelen
Winkelcentrum Verdiplein heeft een smal aanbod van ondernemingen waaronder een supermarkt en kleine specialisten op gebied van food- en non-food-producten.

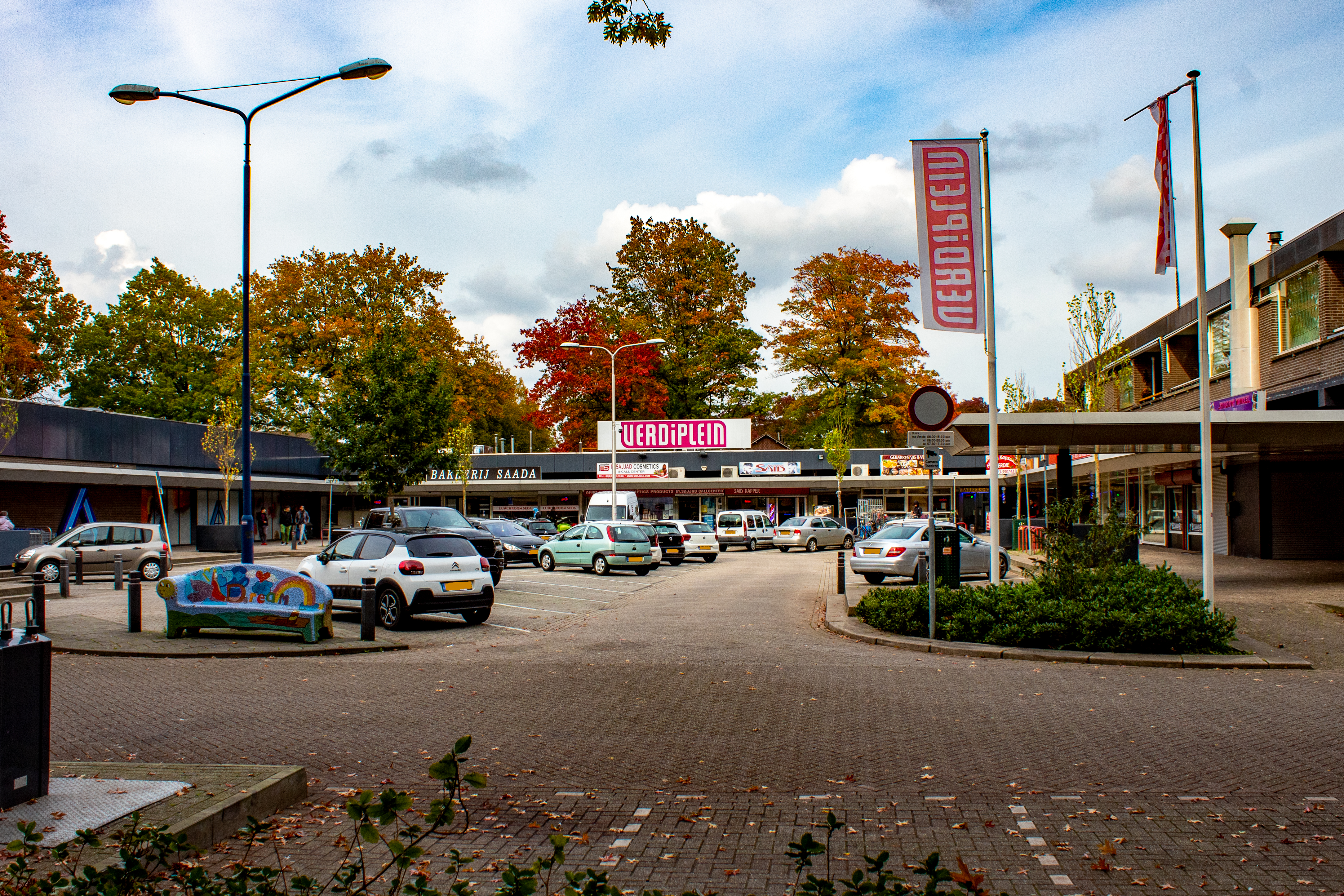
winkelcentrum Verdiplein

## Wijkcentrum De Ypelaer
Wijkcentrum De Ypelaer biedt de inwoners van de Stokhasselt ruimte voor diverse activiteiten. Diverse organisaties hebben activiteiten in het wijkcentrum dat eigendom is van de gemeente Tilburg en beheerd wordt door stichting ContourdeTwern.

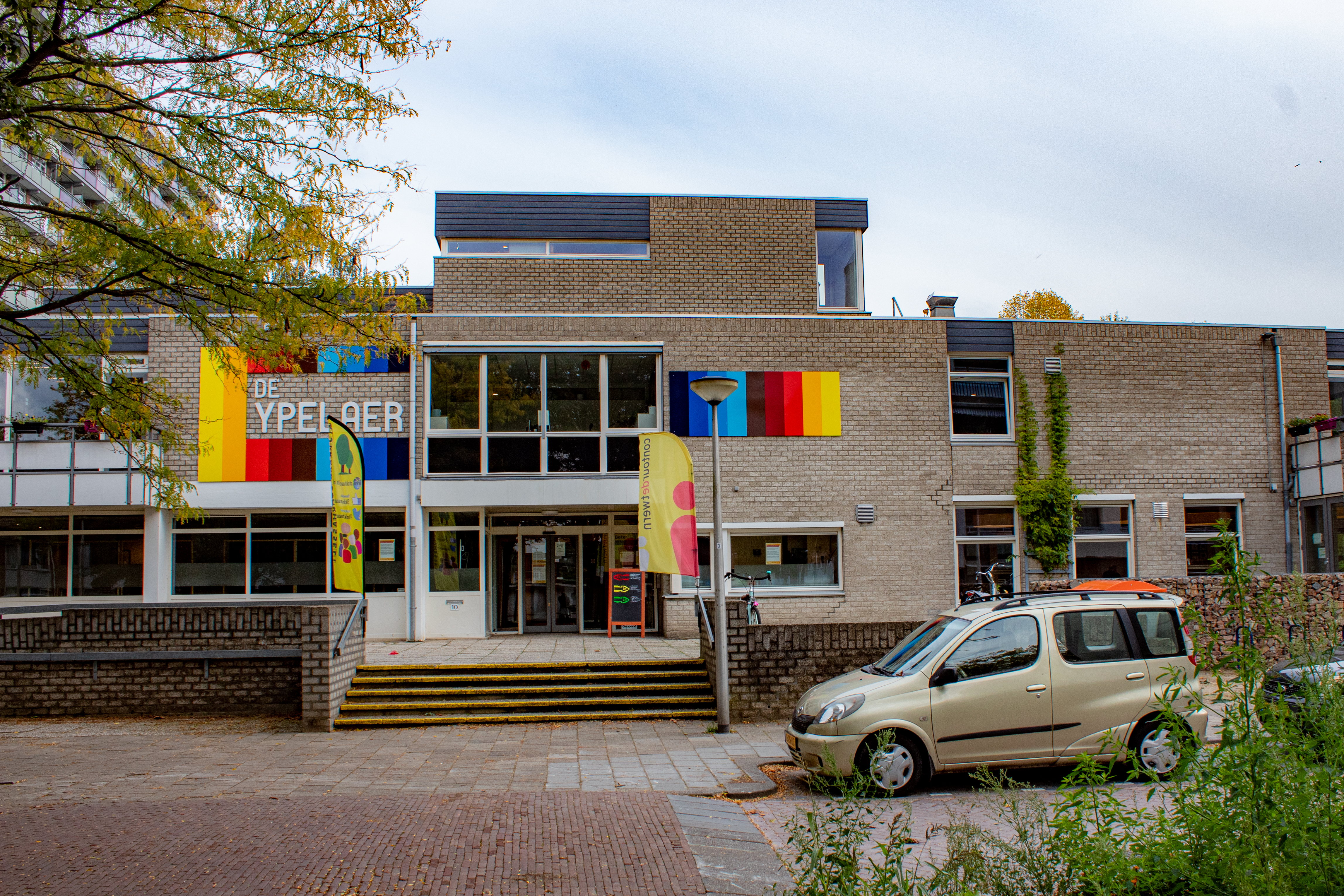
Wijkcentrum De Ypelaer